# Шведов Іван Михайлович
́
Іван Михайлович Шведов (Шведів) (25 грудня (1898, с. Липці, біля Харкова — 28 липня 1959, м. Буенос-Айрес, Аргентина) — український оперний співак (тенор). Заслужений артист УРСР (1940).
Родом з Харківщини. Вокальну освіту здобув у Харківському музично-драматичному інституті (1926 — 31, клас М. Чемезова).
Виступав в Одеській опері 1925–1934, прем'єр Київської опери 1935–1941.
Партії: Андрій («Запорожець за Дунаєм» С. Гулака-Артемовського), Петро, Андрій («Наталка Полтавка», «Тарас Бульба» М. Лисенка), Андрій («Мазепа» П. Чайковського), Єник («Продана наречена» Б. Сметани), Каварадоссі («Тоска» Джакомо Пуччіні), Хозе («Кармен» Ж. Бізе).
З 1950 в Аргентині; помер у Буенос-Айресі.